# Ilchester
Ilchester è un villaggio inglese del Somerset. Fondato dai romani con il nome di Lindinis, nell'alto medioevo fu sede di una zecca, che venne spostata a seguito degli attacchi danesi. Nel secolo XIII vi si installarono i domenicani.
Ilchester ha dato i natali al filosofo Ruggero Bacone che si fece invece frate francescano.